# … I Care Because You Do
… I Care Because You Do ist ein Musikalbum von Richard D. James, veröffentlicht unter seinem Pseudonym Aphex Twin. Es ist das dritte Album, welches unter diesem Pseudonym publiziert wurde. Es erschien am 24. April 1995.

## Stil
Das Album unterscheidet sich von James’ früheren Werken, die von Acid House, Ambient oder generell Techno geprägt waren. Es beinhaltet längere Drumcomputer-Loops, welche von analogen Synthesizern unterlegt werden. Manchmal treten auch Streicher in Erscheinung. Das Album markiert das Ende von James’ erster „analoger Ära“. Bis zu seiner Analord-Serie (2005) unter dem Pseudonym AFX produzierte er in den folgenden Jahren seine Musik am Rechner.

## Notizen
Das Album wurde von zwei Remix-EPs des Tracks Ventolin begleitet. Dieser Track ist wohl der harschste der gesamten Platte, da er eine konstante, sehr hohe Frequenz besitzt. Dieser auf Dauer unangenehme Pieplaut soll wohl den Klang imitieren, den Asthmatiker hören, wenn sie eine Überdosis Salbutamol zu sich nehmen.
Die EP Donkey Rhubarb weist eine orchestrale Version des Songs Icct Hedral auf. Diese Version wurde von Philip Glass arrangiert.
Nur ein Promo-Musikvideo wurde für das Album produziert, nämlich zum bereits erwähnten Track Ventolin. Das Video zeigt Aufnahmen von sich drehenden Lüftungsklappen, einer im Aufzug gefangenen Frau sowie einem Salbutamol-Dispenser.
Der Track cow cud is a twin beinhaltet Elemente, die mit dem Computerprogramm PlainTalk von Apple erzeugt wurden. Das Programm spricht und wiederholt auf dem linken Kanal die Wörter „Aphex Twin“ sowie „I care because you do“.
Das Cover der CD zeigt, laut den Linernotes im Album, ein Selbstporträt von James.
In Come On You Slags! stammen die verschiedenen Samples aus den Dialogen des Pornofilms Fantasia. Samples derselben Darstellerin (und womöglich desselben Films) finden sich auf den Caustic Window-EPs Joyrex J9i und Joyrex J9ii. Caustic Window ist ein weiteres Pseudonym von Richard D. James.

## Rezeption
Das Album konnte sich für zwei Wochen in den britischen Albencharts platzieren.
David Browne von Entertainment Weekly gab der Platte die Note A- und schrieb:

„Durch das Hinzufügen warmer, weicher Synthesizer-Akkorde über hirnmarternde Elektro-Beats kreiert James Klänge, welche gleichzeitig beruhigend und unheimlich sind - eine passende Metapher für den derzeitigen Clash von Technologie und den davon verdatterten Menschen.“

Das Album konnte sich in der Rangliste der 20 lautesten Alben aller Zeiten von der britischen Musikzeitschrift Q platzieren. In der Mai-Ausgabe 1995 vergab die Zeitschrift 4 von 5 Punkten an die Platte.
John Bush vergab vier von fünf Punkten und schrieb bei allmusic:

„Das beständigste Werk von James […] vereint seine früheren Hardcore-Techno-Zeiten mit den leichten Rhythmen und Atmosphären seiner Ambient-Arbeiten, oftmals sogar im selben Track.“

## Songtitel
Die Hälfte der Songtitel sind Anagramme:
- von Aphex Twin: "Wax the nip", "Wet tip hen ax"
- von The Aphex Twin: "The Waxen pith", "next heap with"
- von Richard D. James: "Acrid Avid Jam Shred"
- von Caustic Window: "cow cud is a twin"

Die Methode mit den Anagrammen griff James später bei seinen Hangable Auto Bulb-EPs seines Pseudonyms AFX auf.
Ventolin und Alberto Balsam sind in Großbritannien markenrechtlich geschützte Namen, jeweils von einer Asthma-Arznei sowie einem Haarpflegemittel.

## Titelliste
Auf der Rückseite des CD-Covers finden sich die hier angegebenen Titel und die jeweiligen Aufnahmezeiten, konsequent kleingeschrieben in der Handschrift von James.
Alle Tracks von Richard D. James komponiert und produziert.
1. Acrid Avid Jam Shred – 7:39 (1994)
2. The Waxen pith – 4:50 (1993)
3. Wax the nip. – 4:19 (1990)
4. Icct Hedral (edit) – 6:07 (1994)
5. VENTOLIN (Video Version.) – 4:29 (1994)
6. COME ON, YOU SLAGS! – 5:45 (1990)
7. Start as you Mean to go on – 6:05 (1993)
8. Wet tip hen ax – 5:17 (1994)
9. mookid. – 3:52 (1994)
10. Alberto Balsalm – 5:11 (1994)
11. cow cud is a twin. – 5:34 (1994)
12. next heap with. – 4:43 (1993)